# Ernst Damzog

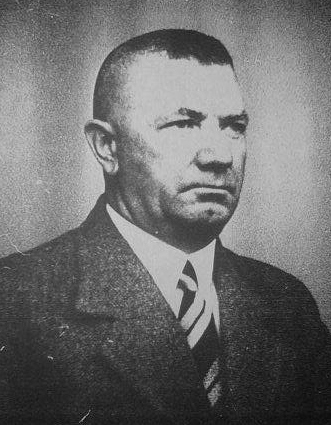
Ernst Damzog (um 1935)

Ernst Paul Heinrich Damzog (* 30. Oktober 1882 in Straßburg; † 24. Juli 1945 in Halle (Saale)) war ein deutscher Polizeibeamter und SS-Brigadeführer und Generalmajor der Polizei. Er war eine führende Figur im Geheimen Staatspolizeiamt und Führer der Einsatzgruppe V im deutsch besetzten Polen sowie Inspekteur der Sicherheitspolizei und des SD in Posen.

## Leben

### Herkunft
Damzog war der Sohn des Oberzollsekretärs Ernst Paul Heinrich Damzog (* 27. November 1854 in Grottkau; † 11. Januar 1928 in Klettendorf) und dessen Ehefrau Matilde Karoline, geborene Rauch (* 26. Juli 1859 in Vendenheim; † 4. August 1927 in Klettendorf).

### Laufbahn in der Polizei
In seiner Jugend wurde er am Militär-Knaben-Erziehungs-Institut in Annaberg ausgebildet. Nach seiner Übernahme in die Armee wandte Damzog sich der Feuerwerkerlaufbahn zu und wurde nach bestandener Prüfung als Feuerwerker bzw. Oberfeuerwerker bei verschiedenen Artillerieformationen verwendet. Im Jahr 1912 trat er als Kriminalkommissaranwärter beim Polizeipräsidium in Königsberg ein. Anschließend wurde er an der Polizeischule in Hannover ausgebildet und nach bestandener Prüfung am 1. April 1914 zum Kriminalkommissar ernannt.
Am Ersten Weltkrieg, in dem er mit dem Eisernen Kreuz II. Klasse ausgezeichnet wurde, nahm Damzog als Feldpolizist teil. Nach Kriegsende kehrte Damzog in den Polizeidienst zurück. Er wurde nacheinander als Beamter bei der Kriminalpolizei in Königsberg, Magdeburg und Breslau eingesetzt, wo er Günther Patschowsky kennenlernte. 1933 übernahm Damzog, damals im Rang eines Kriminaldirektors, die Leitung der Kriminalpolizei in Breslau. Am 15. Juni 1933 trat er, wohl auf Vermittlung Patschowskys, der SS (SS-Nummer 36.157) bei, in der er am 22. Dezember 1933 zum SS-Scharführer befördert wurde.
Als Patschowsky zur Jahreswende 1933/34 die Leitung der damals neugeschaffenen Hauptabteilung IV („Landesverrat und Spionage“) des Geheimen Staatspolizeiamtes (Gestapa) in Berlin übernahm, nahm er Damzog als Sachbearbeiter mit. Die Aufgabe dieser Abteilung – die nach einer Neudurchnummerierung der Hauptabteilungen die Bezeichnung Hauptabteilung III erhielt – bestand in der polizeilichen Untersuchung von Verrat durch Reichsangehörige und der Abwehr ausländischer Spionage im Reichsgebiet. Neben ihrer polizeilichen Arbeit waren Damzog und Patschowsky im Frühjahr 1933 in Zusammenarbeit mit den beim SD-Oberabschnitt Ost untergebrachten Agenten des Sicherheitsdienstes (SD) der SS im Auftrag von Reinhard Heydrich und Heinrich Himmler auch maßgeblich an der heimlichen Durchdringung der Gestapo im Sinne der SS beteiligt: Im Zusammenhang mit dem Machtkampf von Himmler und Heydrich mit Hermann Göring und dem Gestapo-Chef Rudolf Diels spielten sie den ersteren beiden systematisch interne Gestapo-Informationen zu und untergruben so die Stellung Diels als Gestapo-Chef, was im April 1934 schließlich in der Ablösung Diels als Leiter des Geheimen Staatspolizeiamtes durch Heydrich mündete.
Am 1. August 1934 wurde Damzog zum SS-Sturmführer befördert und offiziell in den SD aufgenommen. Der angebliche frühere Gestapo-Mitarbeiter Hansjürgen Koehler beschrieb Damzog 1940 in seinem Buch Inside the Gestapo für diese Zeit als einen „stämmigen, beinahe fetten Mann von mittlerer Statur, mit schütterem blondem Haar, einem breiten Bauerngesicht und hellen Augen“, der als „ehrlicher und verlässlicher Mann“ bekannt sei.
Bereits im September 1935 wurde Damzog nach Breslau zurückversetzt, wo er in der Grenzinspektion Verwendung fand. Da eine erste Aufnahme in die Partei zum 1. Mai 1933 nicht in Kraft getreten war, trat Damzog, der auch Mitglied der NS-Beamten-Arbeitsgemeinschaft war, erst zum 1. Mai 1937 der NSDAP bei (Mitgliedsnummer 5.081.001).

### Bei den „Einsatzgruppen der Sicherheitspolizei“ in Polen
Mit Beginn des Überfalls auf Polen wurde Damzog zum Leiter der Einsatzgruppe V der „Einsatzgruppen der Sicherheitspolizei“ für die „Intelligenzaktion“ bestellt, zur „Bekämpfung aller reichs- und deutschfeindlichen Elemente rückwärts der fechtenden Truppe“ und gleichzeitig möglichst umfassenden Vernichtung der polnischen Intelligenz.
Am 21. September 1939 nahm Damzog nachweislich an einer Besprechung der Amtschefs des Reichssicherheitshauptamtes und der Führer der Einsatzgruppen in Berlin unter dem Vorsitz von Heydrich teil, bei der dieser die Pläne der SS-Führung hinsichtlich der Polen, Juden und Zigeuner in den besetzten polnischen Gebieten offenlegte, die er auf die Formel brachte:

„1.) Juden so schnell wie möglich in die Städte,

2.) Juden aus dem Reich nach Polen,

3.) die restlichen 30.000 Zigeuner auch nach Polen,

4.) systematische Ausschickung der Juden aus den deutschen Gebieten mit Güterzügen.“

Damzog war demnach, wie alle übrigen Einsatzgruppenführer, von Anfang an über die auf Massendeportation und -ermordung unliebsamer Bevölkerungsgruppen hinauslaufenden Pläne seiner Vorgesetzten informiert.

### Inspekteur der Sicherheitspolizei und des SD in Posen
Nach Abschluss des Überfalls auf Polen wurde Damzog am 23. Oktober 1939 als Inspekteur der Sicherheitspolizei und des SD (IdS) für den Militärbezirk Posen eingesetzt. In dieser Funktion war er auch Leiter der Umwandererzentralstelle, deren Aufgabe in der Aussiedlung von Polen und Juden aus den annektierten Gebieten bestand. Tatsächlich wahrgenommen wurde diese Aufgabe jedoch von Damzogs Stellvertreter Rolf-Heinz Höppner. Am 21. Juni 1944 wurde Damzog zum SS-Brigadeführer und Generalmajor der Polizei befördert. Ernst Damzog starb im Juli 1945 in Halle.